# Lancelot

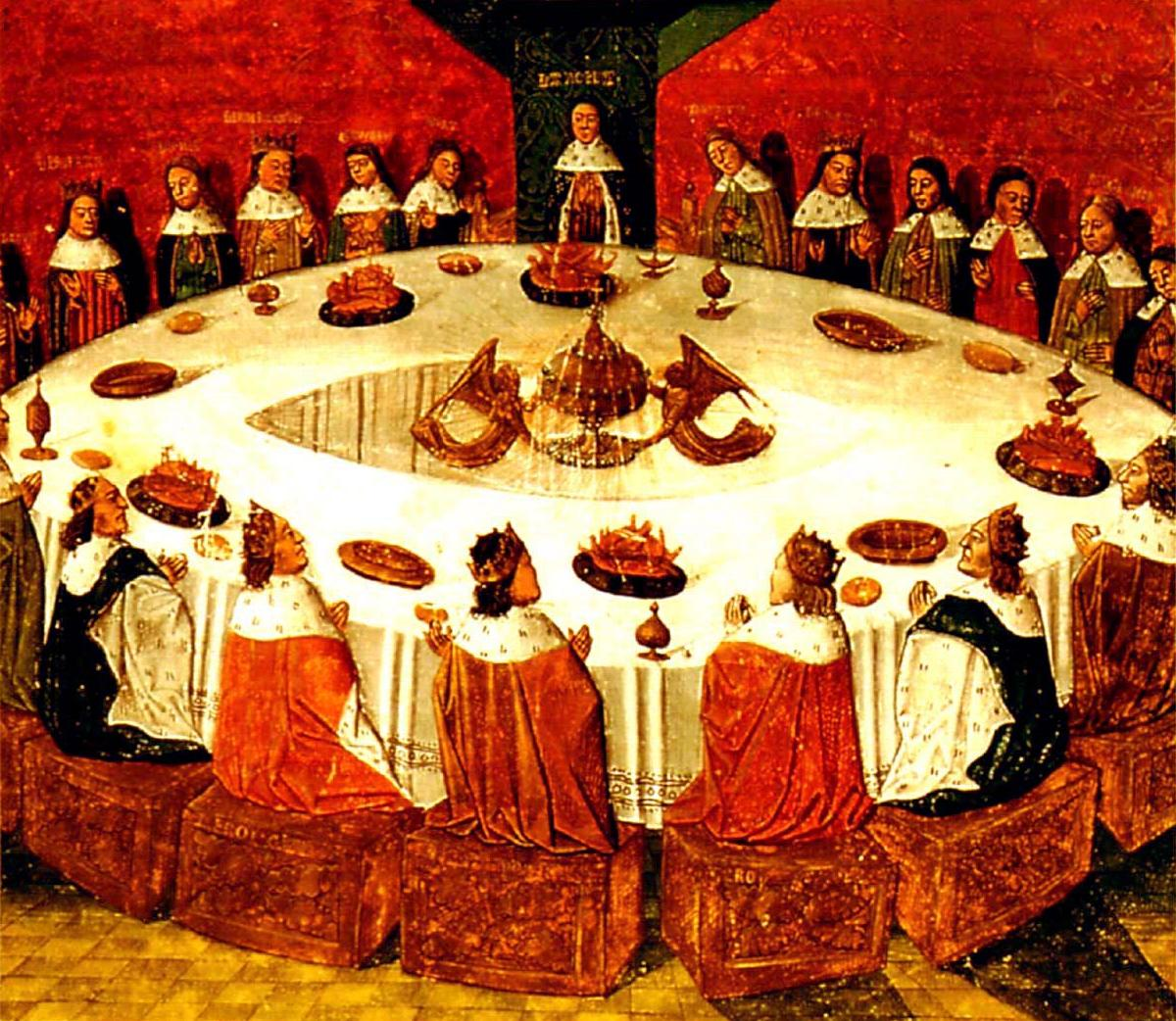
Kulatý stůl krále Artuše

Lancelot, také Lancelot od jezera (francouzsky Lancelot du Lac, anglicky Lancelot of the Lake) je postava z okruhu rytířských románů o králi Artušovi.

## Historie
Lancelot se poprvé objevuje v díle Chrétiena de Troyes (asi 1130—1185), dvorního básníka francouzského krále, a podle některých badatelů zahrnuje i starší pověsti. Různé verze pověstí o Lancelotovi se od sebe velice liší, teprve od prozaického zpracování dostává příběh pevnou podobu. Jako román si Lancelot získal mimořádnou oblibu, byl přeložen do mnoha jazyků, několikrát znovu literárně zpracován a později i zfilmován.

## Příběh
Podle prozaické verze pocházel Lancelot z královské rodiny, která však musela uprchnout před nepřáteli. Dítě unesla a vychovala jezerní víla Viviana, která mu dala také slavný meč. V 15 letech se Lancelot vydal do světa, aby si získal slávu, a stane se jedním z předních rytířů kulatého stolu krále Artuše. Zamiluje se do Artušovy manželky Ginevry a král ho pošle na velmi nebezpečnou výpravu. Lancelot však všechna nebezpečí překoná, vrátí se jako hrdina a s králem se smíří. Podle některých verzí se nakonec vrátí do Francie a dožije jako zbožný poustevník.